# فوهة أنبوب الرحم
فُوهة أنبوب الرَحم أو فُوهة قناة فالوب (بالإنجليزية: Ostium of uterine tube)‏، وهي فُتحة الأنبوب الرَحمي، وقد تكون إما فتحة قَريبة أو بعيدة.

## الفتحة القريبة
تَقع الفُتحة الأنبوبية القَريبة (Proximal tubal opening) داخِل الرَحم عندَ التقاطُع الرَحمي البُوقي، ويُمكن الوصول إليها عن طريق تَنظير الرَحم (Hysteroscopy)، ويُشار إلى الانسداد في هذه المنطقة إلى الانسداد الأنبوبي القَريب.

## الفتحة البَعيدة
تُعرف الفُتحة الأنبوبية البَعيدة (Distal tubal opening) على أنها فُتحة في قُمع الأنبوب الرحمي داخِل التَجويف البَطني. في أثناء عملية الإباضة، تَدخل البُويضة إلى أنبوب الرحم من خلال هذه الفُتحة، كَما تُحاط هذه الفُتحة خَمَل والتي تُساعد بدورها في جَمع البُويضات، ويُشار إلى الانسداد في هذه المنطقة بالانسداد الأنبوبي البَعيد.

## المَراجع
1. ↑  نموذج تأسيسي في التشريح، QID:Q1406710
2. ↑  نموذج تأسيسي في التشريح، QID:Q1406710
3. ↑  Thurmond AS, Brandt KR, Gorrill MJ. "Tubal Obstruction after Ligation Reversal Surgery: Results of Catheter Recanalization". Radiology, March 1999, 210:747-750. مؤرشف من الأصل في 2019-12-23. اطلع عليه بتاريخ 2010-05-28.{{استشهاد بدورية محكمة}}:  صيانة الاستشهاد: أسماء متعددة: قائمة المؤلفين (link)
4. ↑  EI-Mowafi DM, Diamond MMP. "Fallopian Tube". Geneva Foundation for Medical Education and Research. مؤرشف من الأصل في 2017-09-13. اطلع عليه بتاريخ 2010-05-28.